# Qatar ExxonMobil Open 1996
Il Qatar ExxonMobil Open 1996  è stato un torneo di tennis maschile svoltosi a Doha, Qatar. Il torneo è durato dal 1º gennaio all'8 gennaio.

## Vincitori

### Singolare maschile
Petr Korda ha battuto in finale  Younes El Aynaoui con il punteggio di 7–6(5), 2–6, 7–6(5).
- 1º titolo per Korda, il 7° in carriera.

### Doppio maschile
Mark Knowles /  Daniel Nestor hanno battuto in finale  Jacco Eltingh /  Paul Haarhuis con il punteggio di 7–6, 6–3.
- 1º titolo di Knowles dell'anno il 5° in carriera. 1º titolo di Nestor dell'anno e il 3° della carriera.